# San José de Ramales
San José de Ramales är en ort i Mexiko.   Den ligger i kommunen Cuerámaro och delstaten Guanajuato, i den centrala delen av landet, 290 km väster om huvudstaden Mexico City. San José de Ramales ligger 1 695 meter över havet och antalet invånare är 298.
Terrängen runt San José de Ramales är platt åt nordost, men åt sydväst är den kuperad. Runt San José de Ramales är det ganska tätbefolkat, med 108 invånare per kvadratkilometer. Närmaste större samhälle är Cuerámaro, 5,6 km väster om San José de Ramales. Trakten runt San José de Ramales består till största delen av jordbruksmark.